# Alpaida gurupi
Alpaida gurupi är en spindelart som beskrevs av Levi 1988. Alpaida gurupi ingår i släktet Alpaida och familjen hjulspindlar. Inga underarter finns listade i Catalogue of Life.